# Nio ET7
Nio ET7 — полноразмерный люксовый электромобиль производства компании NIO, запущенный в производство в 2022 году.

## Описание
Nio ET7 впервые был представлен в Китае 9 января 2021 года в Чэнду. Продажи начались 28 марта 2022 года в Китае. Конкурентом является Tesla Model S. Позднее компания Nio объявила, что Nio ET7 будет продаваться в Германии. 26 апреля 2022 года был выпущен 200 000-й Nio ET7.
Приборная панель автомобиля оснащена виртуальным ассистентом NOMI, а интерьер — 10,2-дюймовой электронной комбинацией приборов, 12,8-дюймовым сенсорным экраном на центральной консоли и 23-динамичной аудиосистемой. Модель базируется на платформе Cockpit. В салоне присутствуют средства мобильной связи Snapdragon, 5G, NFC и Bluetooth 5.2. Nio ET7 являлся первым серийным автомобилем, оснащённым ротанговым материалом Karuun®, персональным помощником NOMI AI, 256 цветами внутреннего освещения, мягко закрывающимися дверями и интеллектуальной системой ароматизации.

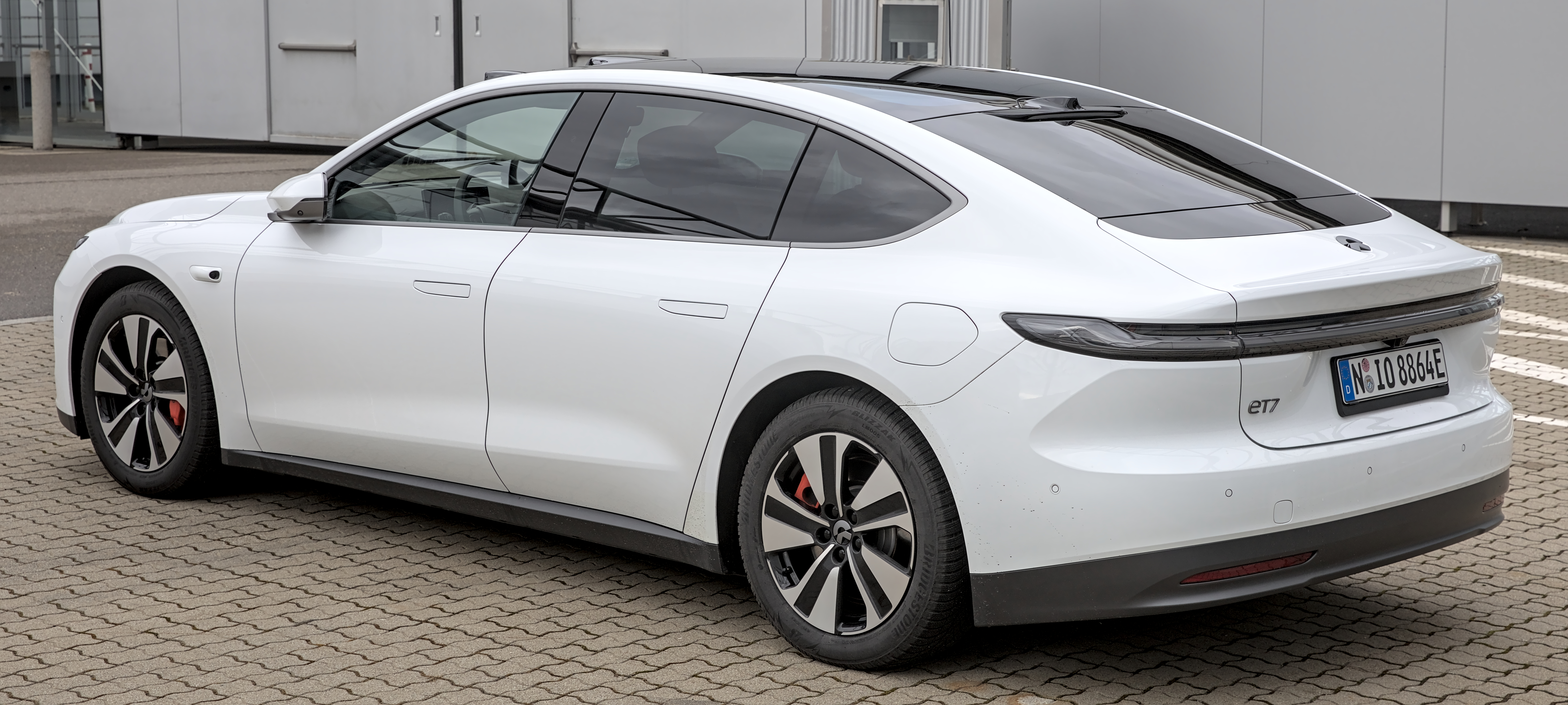
Вид сзади
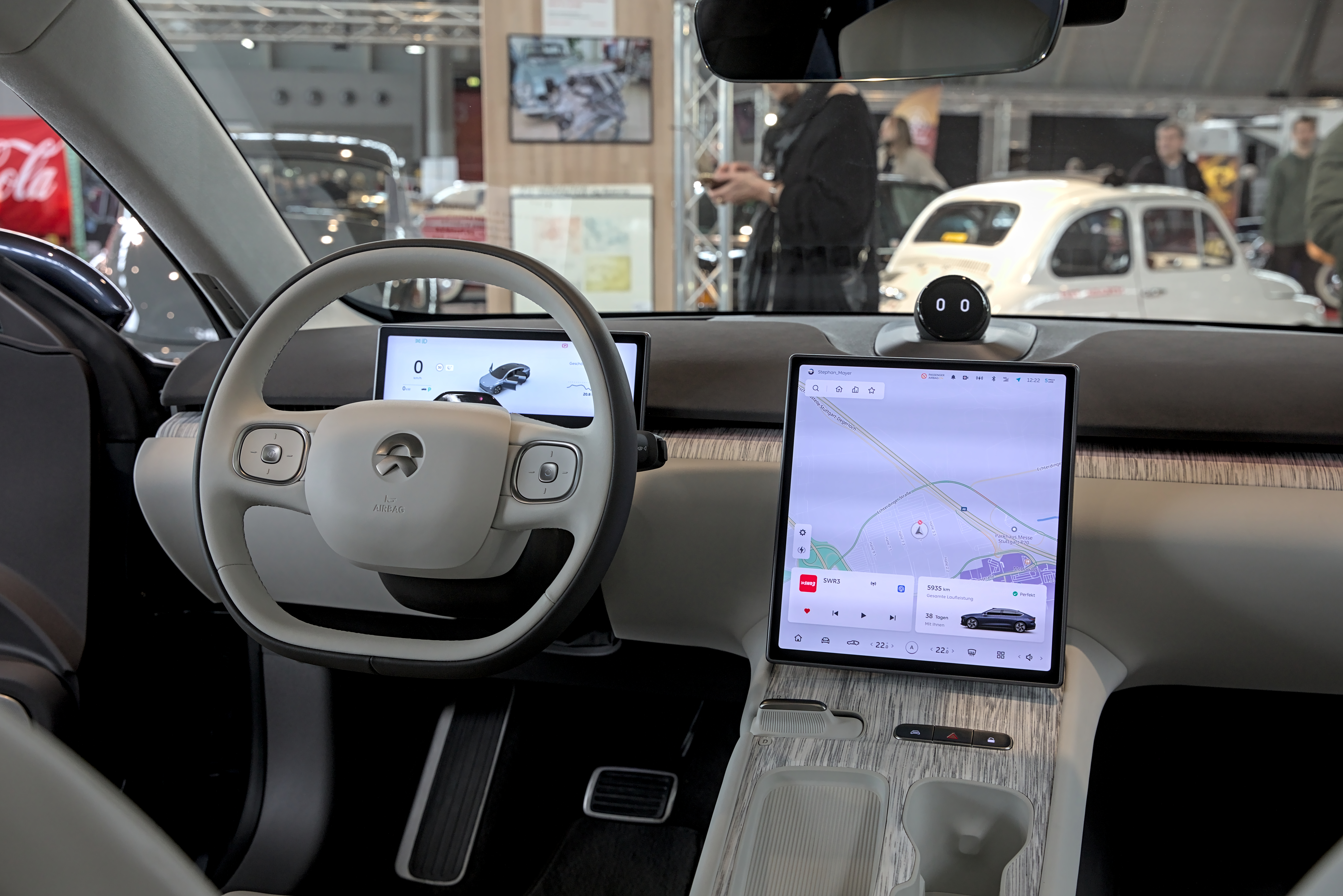
Интерьер

## Технические характеристики
Nio ET7 оснащён двумя электродвигателями мощностью 644 л. с. и крутящим моментом 850 Н⋅м. Каждый электродвигатель питается от аккумуляторов мощностью 70—75 кВт⋅ч. Запас хода составляет 500—550 км по циклу NEDC. С 20 сентября 2021 года автомобиль оснащается аэродинамикой.

## NIO ET
NIO ET был представлен на автосалоне в Шанхае в апреле 2019 года.

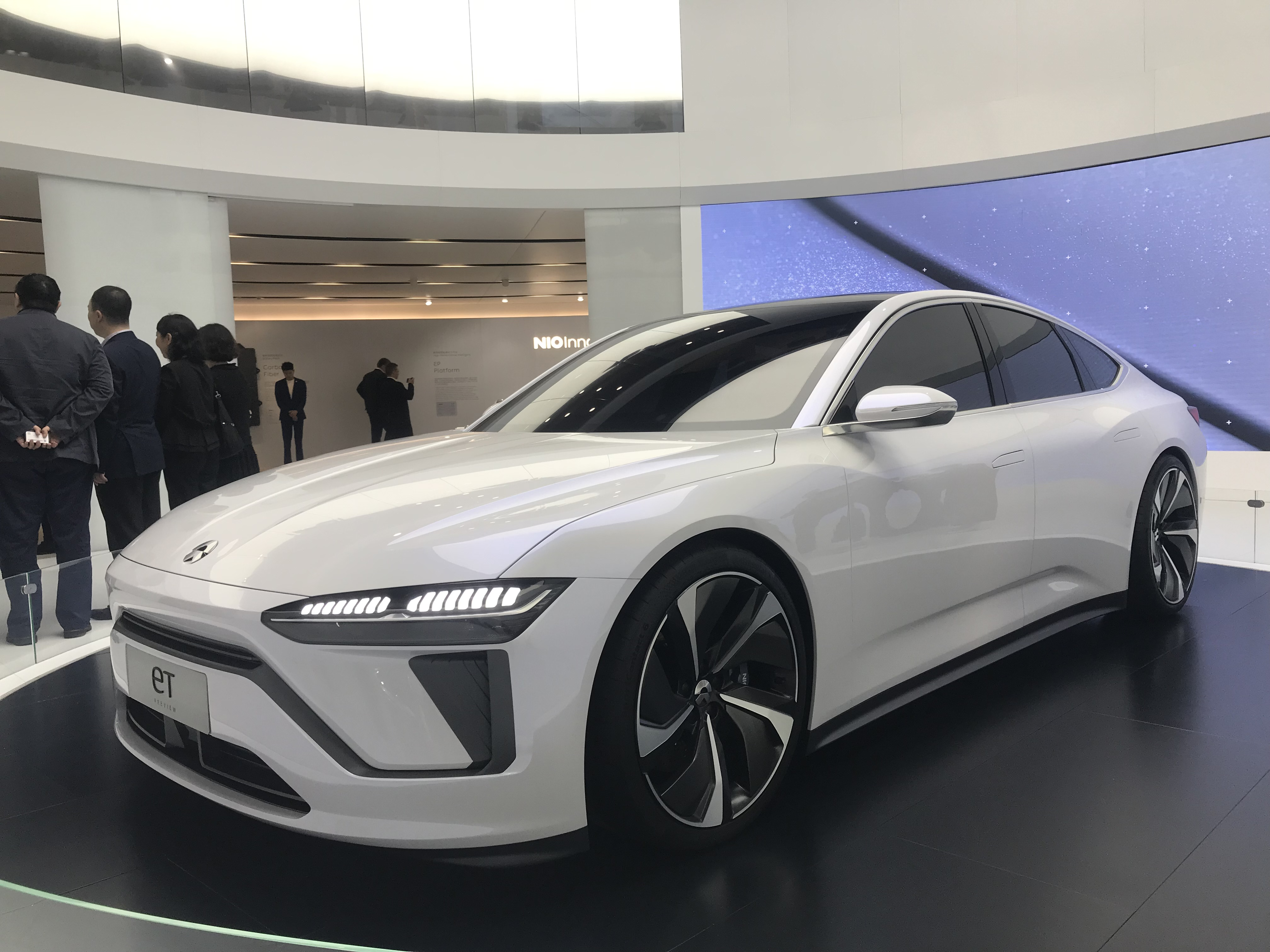
Вид спереди
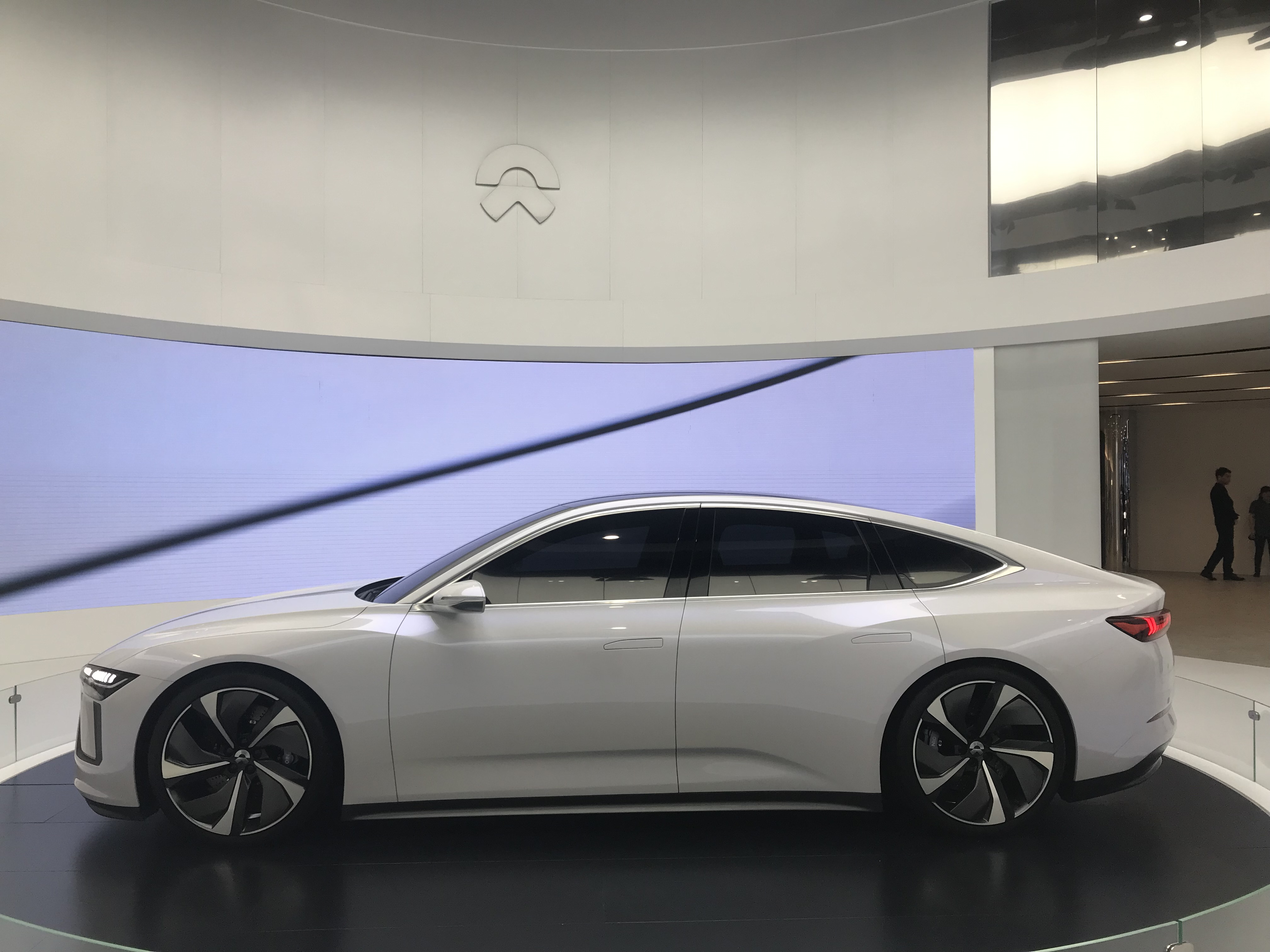
Вид сбоку
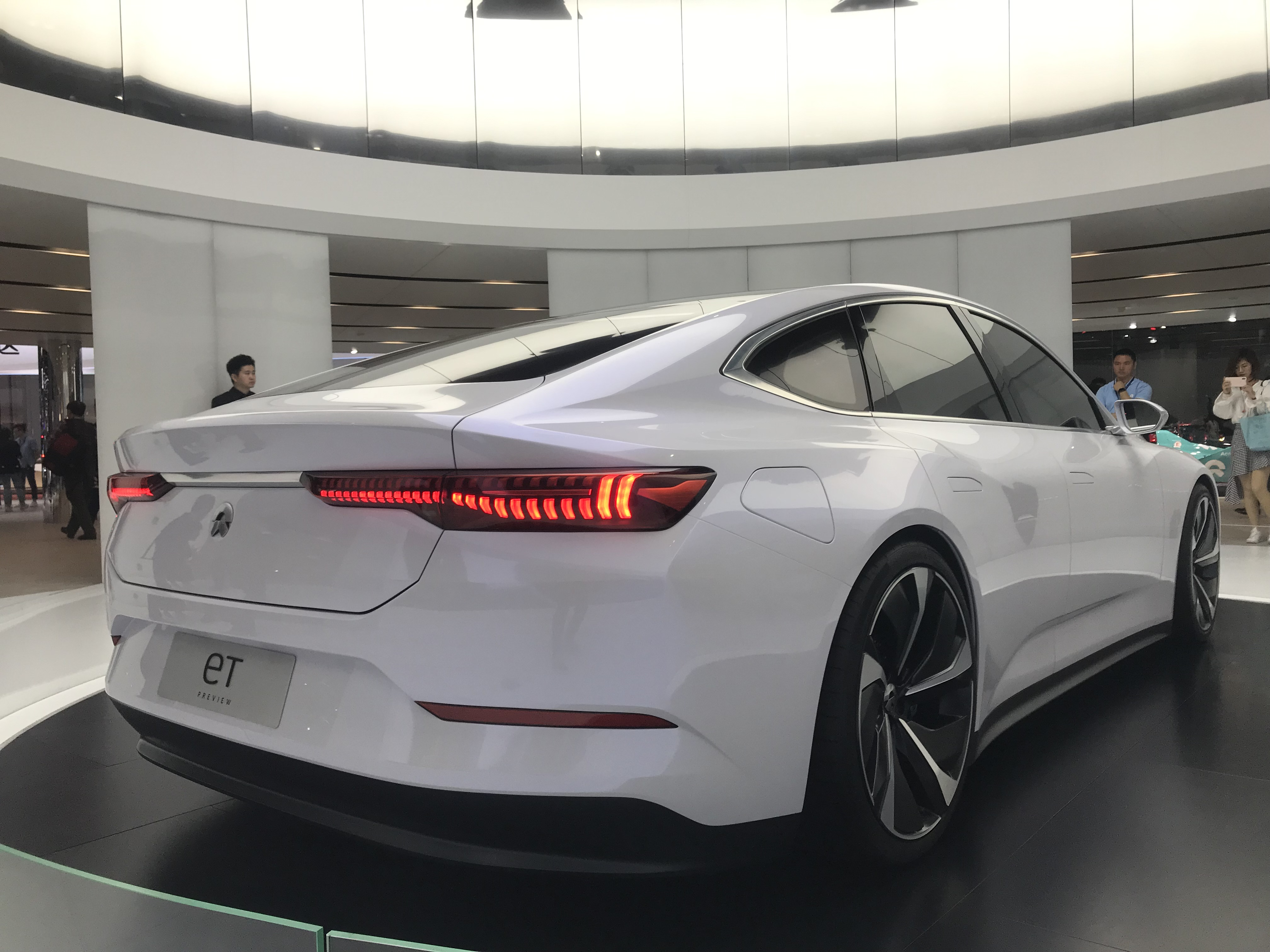
Вид сзади